# Euphorbia biaculeata
Euphorbia biaculeata är en törelväxtart som beskrevs av Denis. Euphorbia biaculeata ingår i släktet törlar, och familjen törelväxter. IUCN kategoriserar arten globalt som sårbar. Inga underarter finns listade i Catalogue of Life.